# 棱鮻
棱鮻（学名：Liza carinata），俗名白鱼、犬鱼、乌头、虫鱼，为為輻鰭魚綱鯔形目鯔科鮻屬的其中一種。

## 分布
本魚分布於印度西太平洋區，包括紅海、波斯灣、巴基斯坦、印度、韓國、日本、中國、台灣、越南等海域。

## 深度
水深0至20公尺。

## 特徵
本魚體延長，前部亞圓筒型，後部側扁，腹部圓形。頭圓錐形，稍側扁，兩側隆起，峽部較狹。脂性眼瞼發達。第一背鰭之起點至吻端之距離，小於至尾基之距離。第一背鰭前後有一隆起稜脊。背面呈青灰色，腹側銀白色，體側具暗色縱帶條紋。背鰭、尾鰭灰色、腹鰭、臀鰭稍呈淡黃色。背鰭硬棘4至5枚、背鰭軟條8至9枚；臀鰭硬棘3枚、臀鰭鰭條8至10枚。一縱列鱗片36至41枚。體長可長18公分。

## 生態
本魚棲息在沿海及河口區，產卵期在冬末春初，卵浮性。稚魚濾食浮游生物，隨著成長，食性由動物性轉為植物性，以吞食淤泥中的矽藻及有機碎屑。

## 經濟利用
食用魚，體型也較小，紅燒、煮湯均宜。